# Mandragora officinarum
Mandragora officinarum (мандрагора лікарська) — вид рослин родини пасльонові (Solanaceae).

## Назва
Етимологія: лат. officina — «аптечна трава». В англійській мові має назву «мандрейк» (англ. Mandrake).

## Опис
Це багаторічна рослина, яка досягає висоти 0,1—0,3 м. Квіти двостатеві й запилюються комахами. Рослина може самозапилюватися. Коріння може досягати завдовжки до 1,2 м, часто ділиться на два. Листки темно-зелені, ростуть в розетках, довгасто-яйцеподібні або овальні, зморшкуваті, довжиною від 5 до 40 сантиметрів. Квіти 5-пелюсткові, від білувато-зелених до блідо-синіх і фіолетових. Кулясті фрукти від жовтого до оранжево-червоного, діаметром від 5 до 40 міліметрів, нагадують маленькі помідори. Насіння завдовжки від 2,5 до 6 міліметрів, ниркоподібні, від жовтого до світло-коричневого кольору. Всі частини рослини отруйні.

## Поширення
Північна Африка: Алжир; Марокко; Туніс. Західна Азія: Ізраїль; Йорданія; Ліван; Сирія; пд.-зх. Туреччина. Південна Європа: зх. Колишня Югославія; Греція [вкл. Крит]; Італія [вкл. Сардинія, Сицилія]; Португалія; Гібралтар; Іспанія. Натуралізований в деяких інших країнах. Також культивується. Вимагає добре дренованих ґрунтів, кислих або нейтральних, стійкий до холоду.

## Охорона
Mandragora officinarum охороняється в Європі і занесений до Додатку І Бернської конвенції (охоронна категорія: вид підлягає особливій охороні).

## Практичне значення
Містить атропін і скополамін. Вважалася в давні часи магічною рослиною. Раніше використовувалася як афродізіак, наркотичний та болезаспокійливий засіб, частково, як галлюциногенний препарат і магічний корінь. Отруєння призводить до почервоніння, сухості в роті, занепокоєння, сонливості й/або галюцинацій, сплутаності свідомості, розширення зіниць, серцевої аритмії й коми і до смерті від паралічу дихання. 

## Галерея

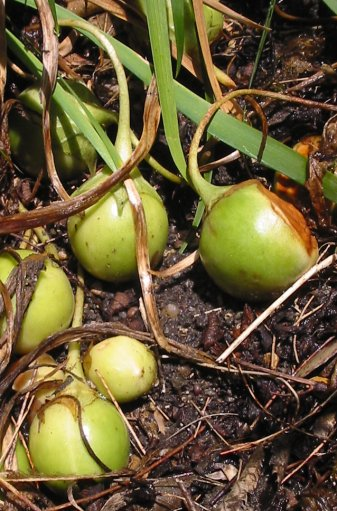
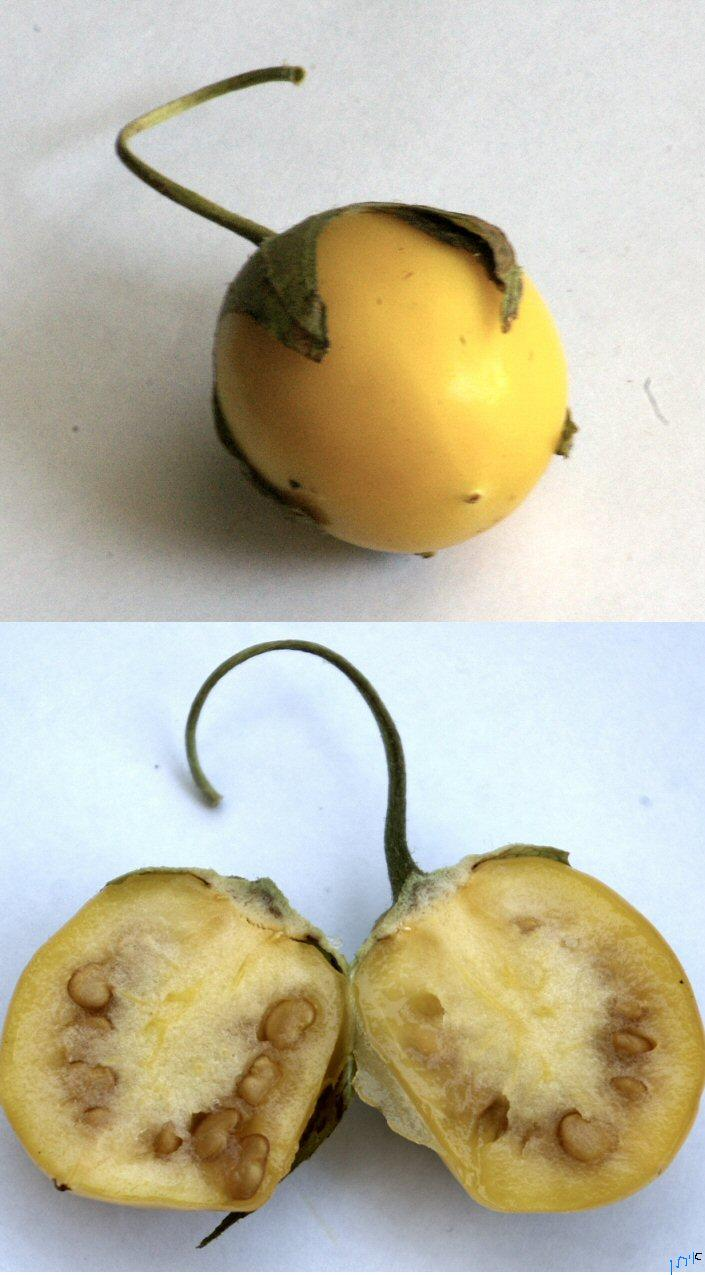
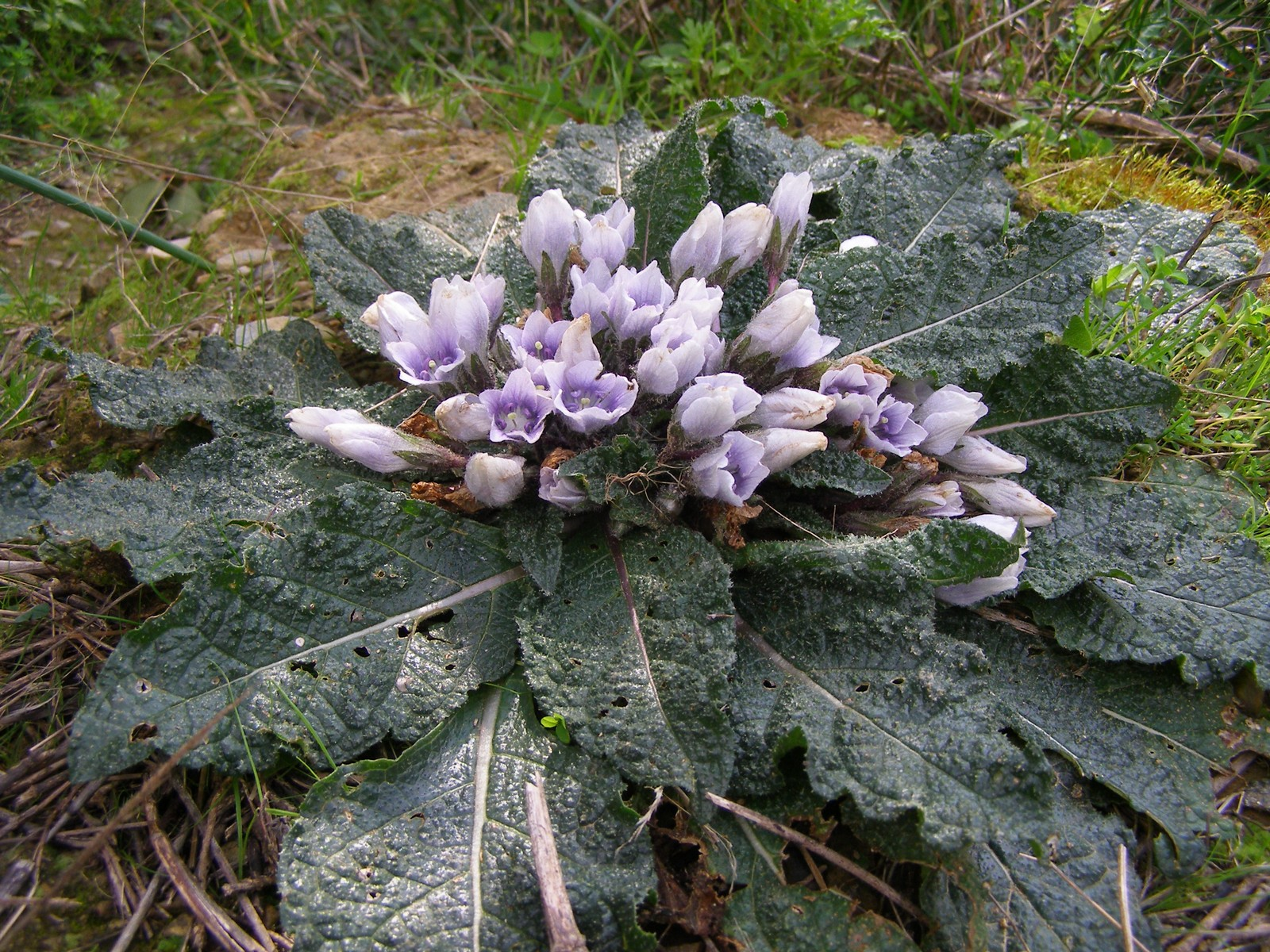
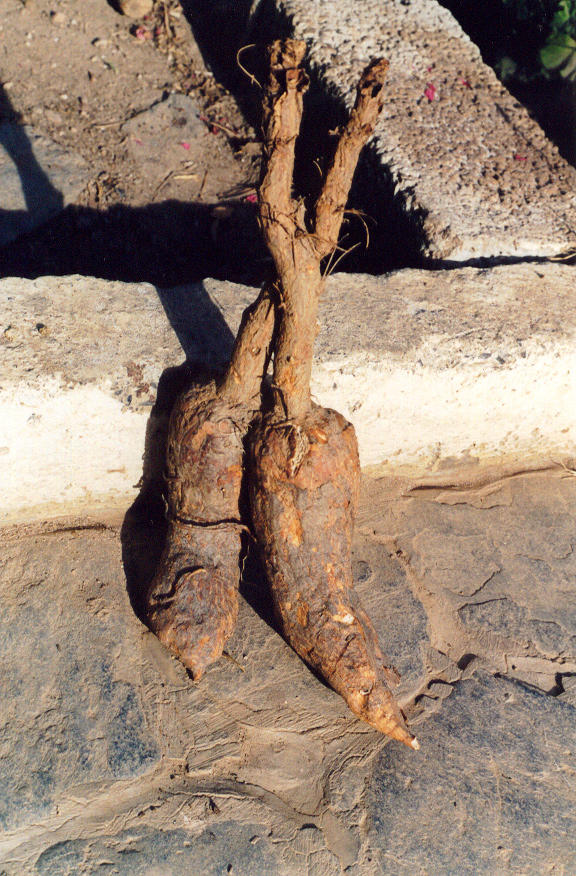
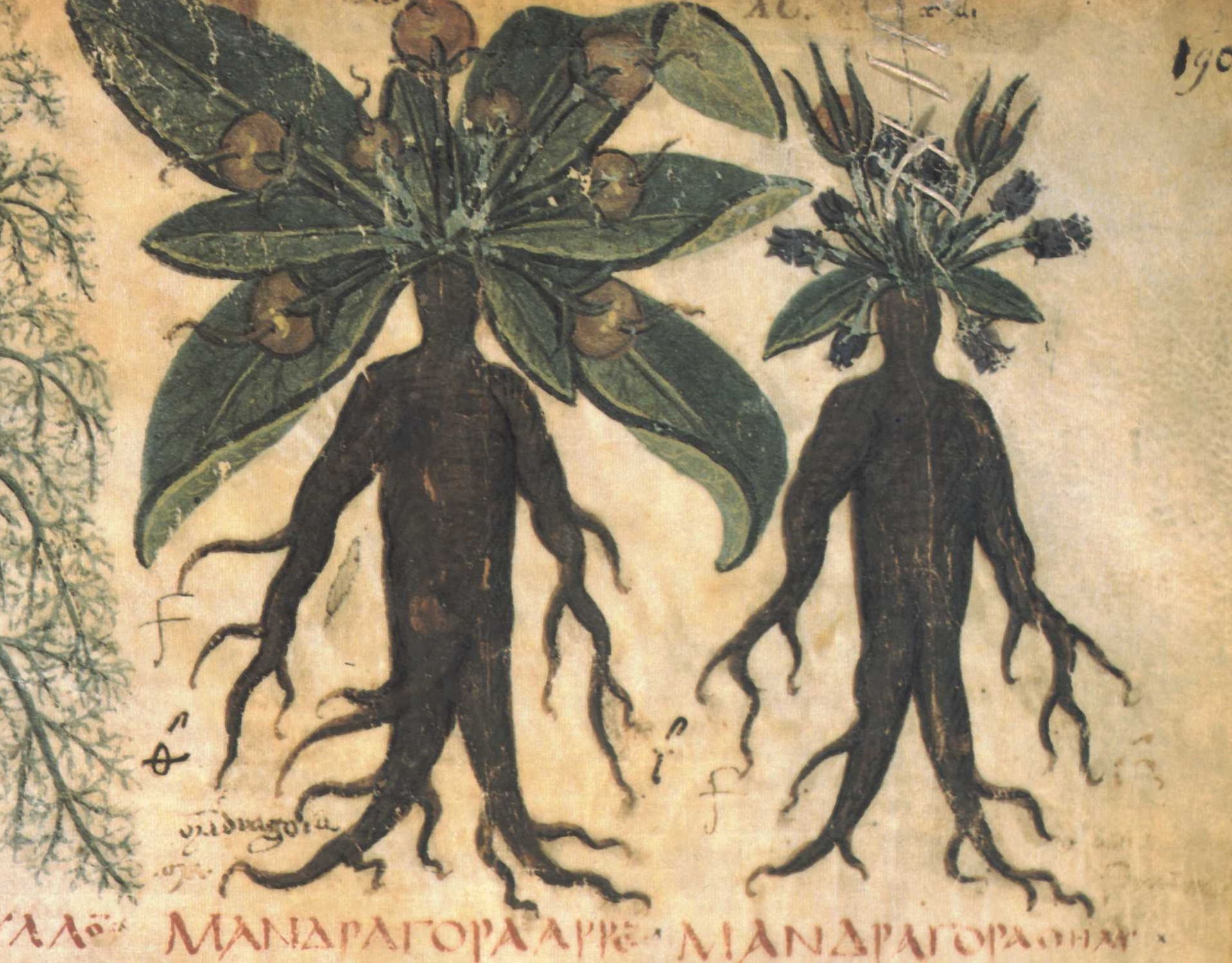